# Daihatsu Tanto Exe
El Daihatsu Tanto Exe (ダイハツ・タントエグゼ, Daihatsu Tanto Eguze) fou un automòbil lleuger o kei car produït pel fabricant d'automòbils japonés Daihatsu entre els anys 2009 i 2014. També es comercialitzà pel fabricant Subaru entre els anys 2010 i 2015 amb el nom de Subaru Lucra.

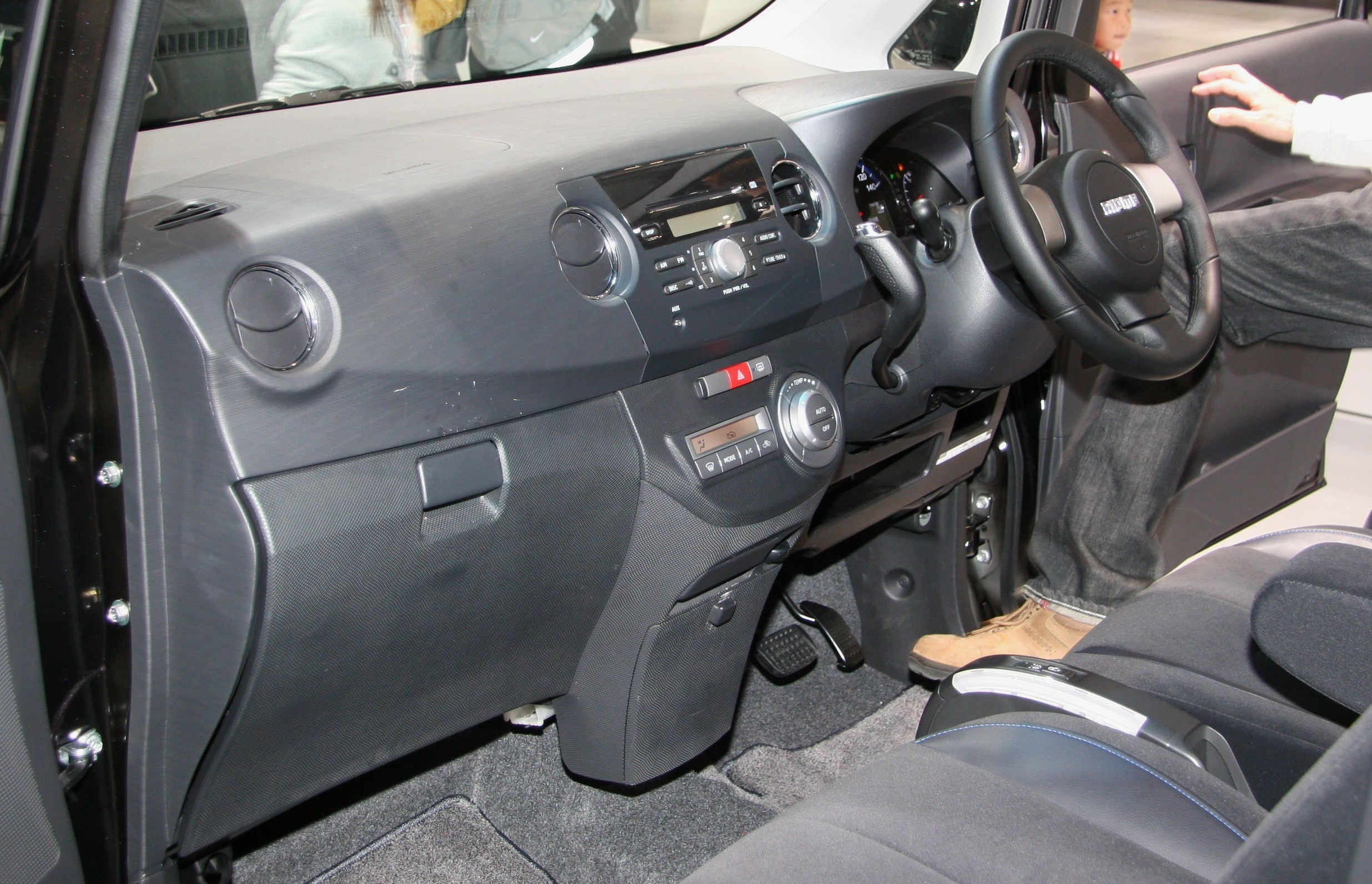
Interior del Tanto Exe Custom

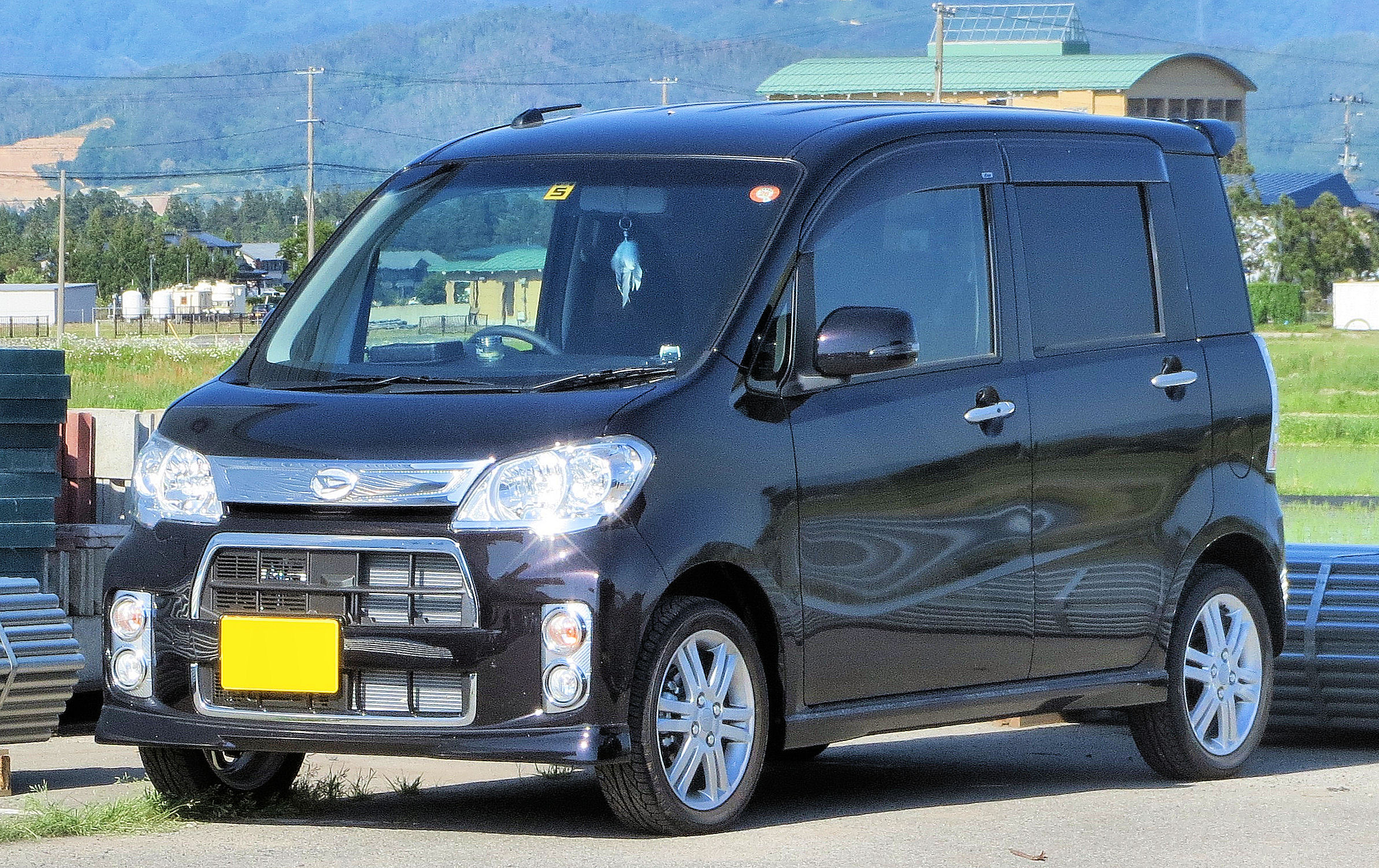
Tanto Exe Custom RS Turbo 4WD

El model fou presentat al Saló de l'Automòbil de Tòquio de 2009 i fou llançat al mercat el 24 de desembre del mateix any. El model es desenvolupà sobre la base del Daihatsu Tanto de segona generació amb l'objectiu de competir al nínxol dels Honda Life, Nissan Moco i Suzuki Wagon R. El Tanto Exe estava més enfocat al confort, mentres que el Tanto ho estava per a un màxim aprofitament de l'espai interior. A més, la porta desllisant present al Tanto es va eliminar en el Tanto Exe per a així reduir el pes en 60 quilos. El Tanto Exe Custom, una versió més luxosa amb un estil esportiu, fou presentada simultàniament. Ambdues versions podien triar entre dues motoritzacions: un motor tricilíndric atmosfèric KF-VE de 658 centímetres cúbics o un tricilíndric KF-DET amb turbocompressor i 658 cc, acompanyats d'una transmissió CVT als models amb tracció al davant o una transmissió automàtica per als models amb tracció a les quatre rodes.
El Tanto Exe es va deixar de produir el setembre de 2014 i es deixà de comercialitzar el 2 d'octubre del mateix any degut al descens a les vendes fruit del llançament de la tercera generació del Daihatsu Tanto. El model mai va tindre un substitut oficial, reintegrant-se dins de l'espai comercial del Tanto.